# Chrzczanka Włościańska (gromada)
Chrzczanka Włościańska – dawna gromada, czyli najmniejsza jednostka podziału terytorialnego Polskiej Rzeczypospolitej Ludowej w latach 1954–1972.
Gromady, z gromadzkimi radami narodowymi (GRN) jako organami władzy najniższego stopnia na wsi, funkcjonowały od reformy reorganizującej administrację wiejską przeprowadzonej jesienią 1954 do momentu ich zniesienia z dniem 1 stycznia 1973, tym samym wypierając organizację gminną w latach 1954–1972.
Gromadę Chrzczanka Włościańska z siedzibą GRN w Chrzczance Włościańskiej utworzono – jako jedną z 8759 gromad na obszarze Polski – w powiecie ostrowskim w woj. warszawskim, na mocy uchwały nr VI/10/11/54 WRN w Warszawie z dnia 5 października 1954. W skład jednostki weszły obszary dotychczasowych gromad Chrzczanka Folwark, Chrzczanka Włościańska, Grądy Szlacheckie, Grądy Zalewne, Marianowo, Nowawieś, Olszaki, Ostrykół Dworski, Ostrykół Włościański i Znamiączki ze zniesionej gminy Długosiodło w tymże powiecie. Dla gromady ustalono 16 członków gromadzkiej rady narodowej.
1 stycznia 1956 gromada weszła w skład nowo utworzonego powiatu wyszkowskiego w tymże województwie.
31 grudnia 1961 do gromady Chrzczanka Włościańska włączono wsie Budy-Przetycz i Stasin ze zniesionej gromady Bosewo Stare oraz wsie Adamowo, Sieczychy i Zygmuntowo ze zniesionej gromady Dalekie w tymże powiecie.
Gromada przetrwała do końca 1972 roku, czyli do kolejnej reformy gminnej.